# Claude (chatbot)
A Claude az Anthropic által kifejlesztett nagy nyelvi modellek családja. Az első modell 2023 márciusában jelent meg.
A 2024 márciusában megjelent Claude 3 család három modellből áll: A sebességre optimalizált Haiku, a képességeket és teljesítményt kiegyensúlyozó Sonnet és az összetett következtetési feladatokra tervezett Opus. Ezek a modellek egyaránt képesek szöveg és kép feldolgozására, a Claude 3 Opus pedig a korábbi verziókhoz képest olyan területeken mutat fokozott képességeket, mint a matematika, a programozás és a logikai következtetés.